# Regierung Ódor
Die Regierung Ódor bildete von Mai bis Oktober 2023 die Regierung der Slowakei. Sie wurde infolge des Rücktritts Eduard Hegers als Ministerpräsident von Staatspräsidentin Zuzana Čaputová interimsweise als Expertenregierung eingesetzt. Unter der Führung von Ľudovít Ódor bestand sie ausnahmslos aus Parteilosen, die bei den vorgezogenen Parlamentswahlen am 30. September 2023 nicht kandidierten. Am 25. Oktober 2023 trat die aus den Wahlen hervorgegangene Regierung Fico IV ihr Amt an.
Ódors Kabinett musste sich wie jede neue Regierung in der Slowakei innerhalb von 30 Tagen nach der Vereidigung einer Vertrauensabstimmung im Nationalrat stellen. Am 15. Juni 2023 verlor es diese Abstimmung deutlich. Nur 34 der 136 anwesenden Abgeordneten stimmten für das vom Ministerpräsidenten vorgelegte Regierungsprogramm. Staatspräsidentin Čaputová beauftragte Ministerpräsident Ódor dennoch weiterhin mit der kommissarischen Amtsführung. Am 19. Juli 2023 wurde dem Innenminister Ivan Šimko auf Vorschlag von Ľudovít Ódor durch Staatspräsidentin Zuzana Čaputová sein Mandat entzogen. Kommissarisch übernahm Ľudovít Ódor das Amt.

## Regierungsmitglieder
| Amt                                                                     | Amtsinhaber | Amtsinhaber                  | Partei | Partei    | Amtsantritt   | Amtsende         |
| ----------------------------------------------------------------------- | ----------- | ---------------------------- | ------ | --------- | ------------- | ---------------- |
| Ministerpräsident                                                       |             | Ľudovít Ódor                 |        | parteilos | 15. Mai 2023  | 25. Oktober 2023 |
| Stellvertretende Ministerpräsidentin                                    |             | Lívia Vašáková               |        | parteilos | 15. Mai 2023  | 25. Oktober 2023 |
| Minister für Investitionen, regionale Entwicklung und Informatisierung  |             | Peter Balík                  |        | parteilos | 15. Mai 2023  | 25. Oktober 2023 |
| Finanzminister                                                          |             | Michal Horváth               |        | parteilos | 15. Mai 2023  | 25. Oktober 2023 |
| Wirtschaftsminister                                                     |             | Peter Dovhun                 |        | parteilos | 15. Mai 2023  | 25. Oktober 2023 |
| Innenminister                                                           |             | Ivan Šimko                   |        | parteilos | 15. Mai 2023  | 19. Juli 2023    |
| Innenminister                                                           |             | Ľudovít Ódor (kommissarisch) |        | parteilos | 19. Juli 2023 | 25. Oktober 2023 |
| Gesundheitsminister                                                     |             | Michal Palkovič              |        | parteilos | 15. Mai 2023  | 25. Oktober 2023 |
| Verteidigungsminister                                                   |             | Martin Sklenár               |        | parteilos | 15. Mai 2023  | 25. Oktober 2023 |
| Minister für Landwirtschaft und ländliche Entwicklung                   |             | Jozef Bíreš                  |        | parteilos | 15. Mai 2023  | 25. Oktober 2023 |
| Umweltminister                                                          |             | Milan Chrenko                |        | parteilos | 15. Mai 2023  | 25. Oktober 2023 |
| Kulturministerin                                                        |             | Silvia Hroncová              |        | parteilos | 15. Mai 2023  | 25. Oktober 2023 |
| Verkehrsminister                                                        |             | Pavol Lančarič               |        | parteilos | 15. Mai 2023  | 25. Oktober 2023 |
| Ministerin für Arbeit, Soziales und Familie                             |             | Soňa Gaborčáková             |        | parteilos | 15. Mai 2023  | 25. Oktober 2023 |
| Minister für Bildung, Wissenschaft, Forschung und Sport                 |             | Daniel Bútora                |        | parteilos | 15. Mai 2023  | 25. Oktober 2023 |
| Justizministerin                                                        |             | Jana Dubovcová               |        | parteilos | 15. Mai 2023  | 25. Oktober 2023 |
| Minister für auswärtige Angelegenheiten und europäische Angelegenheiten |             | Miroslav Wlachovský          |        | parteilos | 15. Mai 2023  | 25. Oktober 2023 |